# Distrito de Santa Isabel de Siguas

Mapa de la provincia de Arequipa en el Departamento de Arequipa, Perú.

El distrito de Santa Isabel de Siguas es uno de los 29 que conforman la provincia de Arequipa del departamento de Arequipa en el Sur del Perú.
Desde el punto de vista jerárquico de la Iglesia católica forma parte de la Arquidiócesis de Arequipa.

## Historia
El distrito de Santa Isabel de Siguas es uno de los distritos más antiguos de la provincia de Arequipa y se encuentra a una hora y media de la capital de provincia. Fue creado el 21 de junio de 1825 en los inicios de la República. Este bello valle se caracteriza físicamente por su abundante vegetación, gracias al río Siguas, el cual ha dado lugar a sectores de fuertes pendientes, terrazas fluviales y pueblos cuya gente pujante se dedica a la agricultura y ganadería.

## Autoridades

### Municipalidad Distrital de Santa Isabel de Siguas
- 2023-2026
  - Alcalde: ESMELIN PACHECO MENA,

### JUEZ DE PAZ
- LUIS CUBA ROSELL

## Festividades
- Santa Isabel de Hungría.
- San Isidro Labrador.
- Señor de los Milagros.

## Costumbre Y Tradición
- Campeonatos de Confraternidad desde 1982.